# Kostel svatého Zachariáše (Benátky)
Kostel svatého Zachariáše (italsky Chiesa di San Zaccaria) se nachází na náměstí sv. Zachariáše ve čtvrti Castello v Benátkách, asi 300 m východně od baziliky sv. Marka. Jako jeho zakladatel se uvádí legendární svatý Magnus. Komplex budov doplňují bývalý klášter benediktinek, scoletta, původně sýpka, a románsko-gotická zvonice ze 13. století.

## Historie

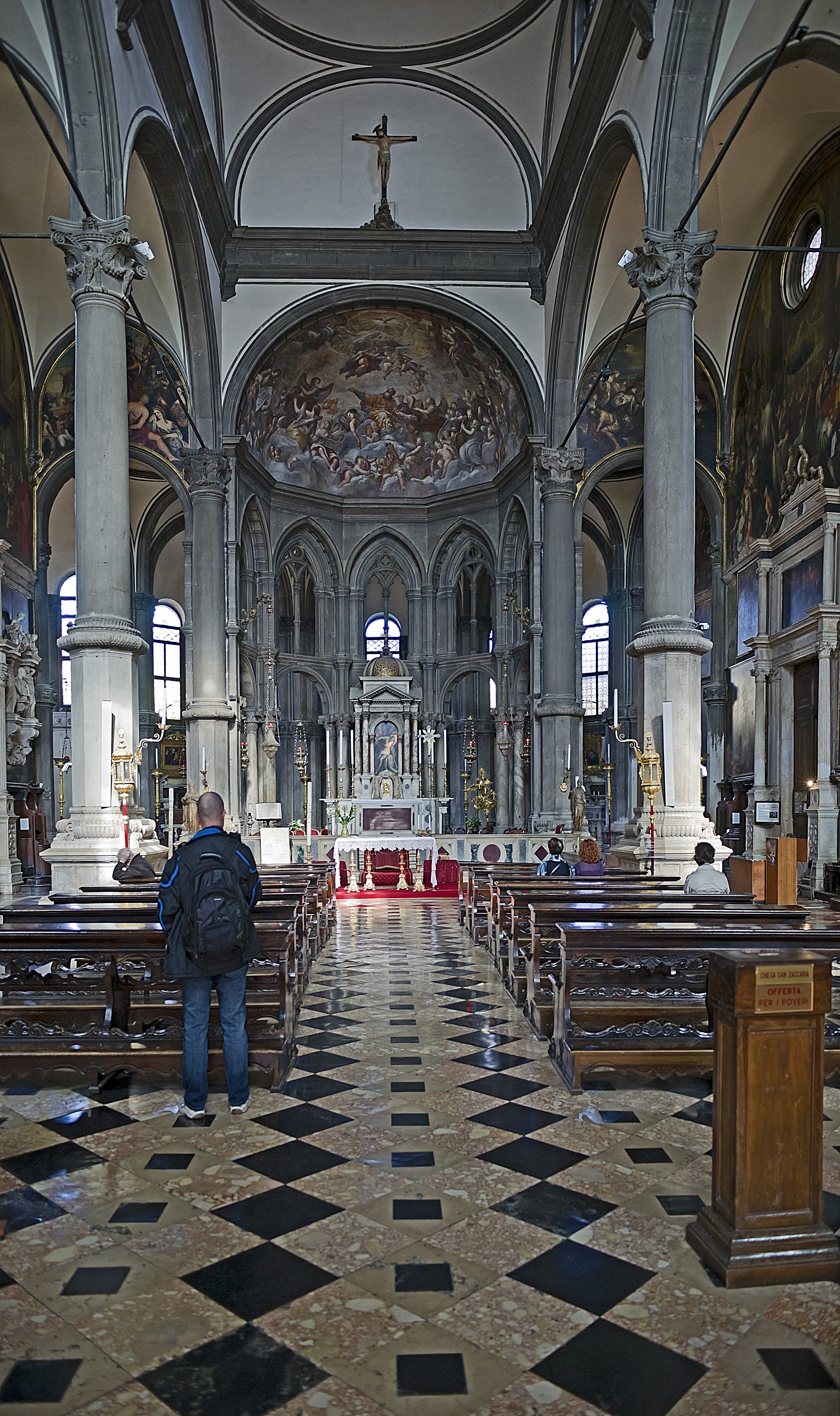
Pohled k hlavnímu oltáři

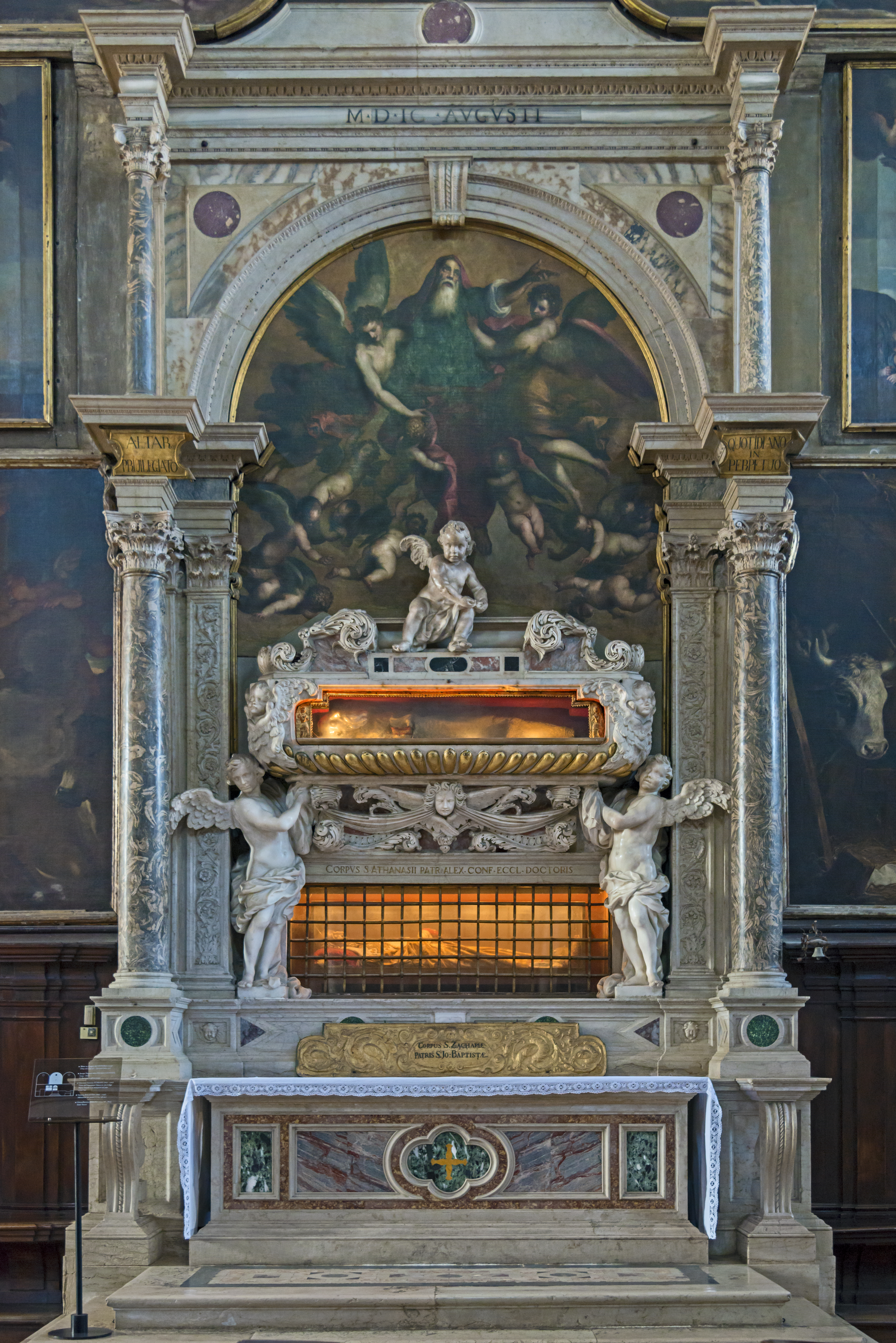
Oltář s obrazem Nanebevzetí Zachariáše (Jacopo Palma il Giovane) a hroby Zachariáše a sv. Atanasia

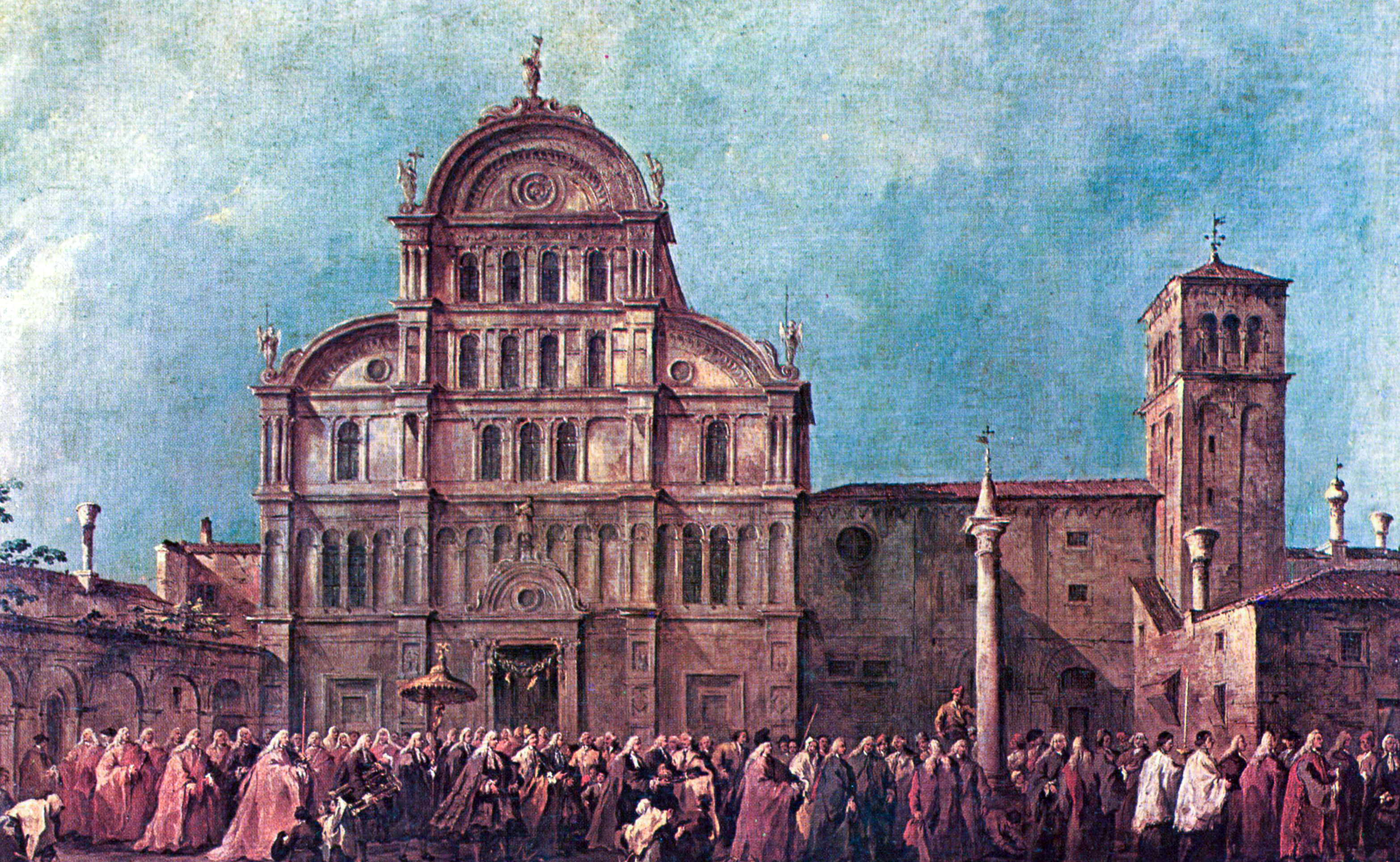
Francesco Guardi: Procesí dóžete ve svátek sv. Zachariáše, 1775–1780

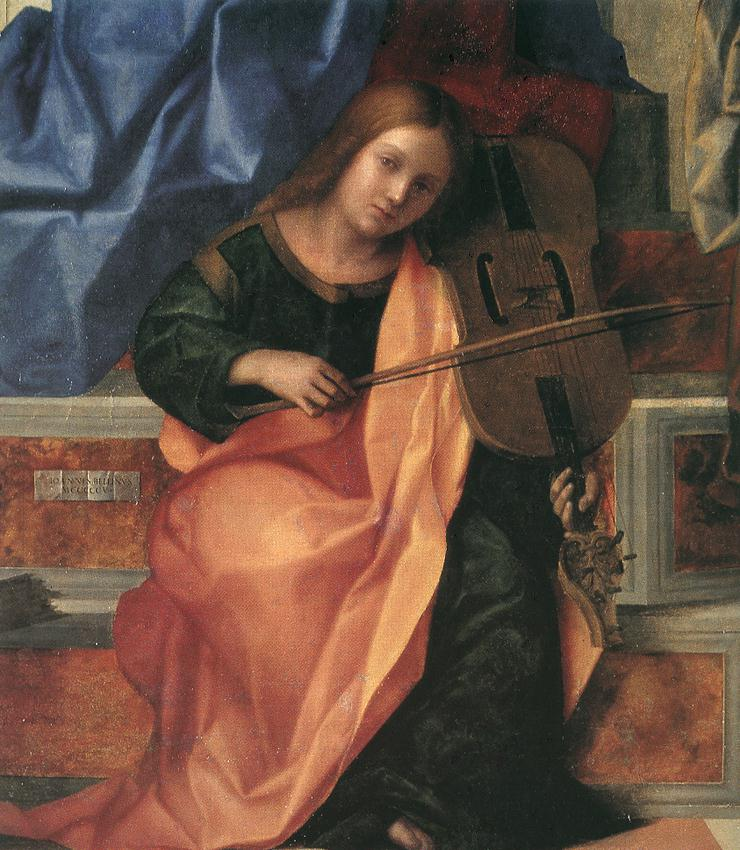
Detail anděla oltářního obrazu Giovanni Belliniho

Stavbu inicioval dóže Giustiniano Particiaco v první čtvrtině 9. století, byla založena roku 829. Roku 1105 kostel vyhořel a poté byl několikrát přestavován. Raně středověké substrukce zdiva a krypty se dochovaly. Ke kostelu patřil konvent benediktinek, jeden z nejvýznamnějších ženských klášterů ve městě, až do svého zrušení v roce 1810. Byly do něj přijímány jen dívky ze vznešených šlechtických rodin, představenou kláštera bývala pouze příbuzná dóžete, a ten každoročně s celou signorií pořádal ke kostelu procesí. První abatyše Agostina Morosini údajně vsadila na hlavu prvnímu dóžeti jeho knížecí dóžecí insignii, čapku corno ducale a tento akt se stal tradicí.

## Budova
Současná podoba je z let 1458 až 1500. Staviteli byli postupně Antonio di Marco Gambello, Lazzaro di Nicolo a Vernier, sochy tesal Mauro Codussi.
Západní fasáda kostela je typickým příkladem benátské renesance s bohatou plastickou dekorací. Gotickou tradici představují jen její proporce, výškové jsou oproti šířkovým nadsazené. V přízemí je bosovaná rustika. Sdružená renesanční okna jsou rytmizována pilastry s dórskými prvky, edikuly určené pro sochy zůstaly prázdné. portál je zakončen segmentovým štítem (lunetou), na vrcholu osazen sochou vzkříšeného Krista s korouhví v levici, mezi čtyřmi anděli s atributy jeho utrpení (s křížem, se sloupem u něhož byl bičován, s Longinovým kopím a s houbou na tyči), nad vchodem je osazena socha svatého Zachariáše od sochaře Alessandra Vittoria. Fasáda byla inspirována kostelem San Michele (Isole).

## Interiér
Kostel je trojlodní, s úzkými bočními loděmi. Po každé straně hlavního oltáře jsou dvě kaple. Pod kostelem je krypta s hroby osmi dóžat.
- Hlavní oltář byl dokončen po roce 1483 a údajně jsou do něj zasazeny kameny z Božího hrobu v Jeruzalémě; obrazy kolem oltáře jsou dílem Palma Giovane a Girolama Pellegriniho.

Na stěnách je množství maleb zobrazující život Krista a panny Marie, svatého Zachariáše, několik dalších světců a dějiny kostela. Vytvořili je malíři Antonio Zonco, Daniele Heintz, Giannatonio Fumiani, Giambattista Bissoni, Andrea Celesti, Antonio Zanchi, Antonio Balestra a další.
- Boční oltář sv. Jeronýma u sakristie obraz od Giovanniho Belliniho Madonna s dítětem mezi svatými Petrem, Kateřinou, Jeronýmem a Lucií (kolem roku 1505).
- Boční oltář Nanebevzetí proroka Zachariáše, malba Jacopo Palma il Giovane, otevřené rakve sv. Athanasia a Zachariáše
- Kaple sv. Tarasia, je gotický ambit staršího kostela; fresky Andrea del Castagno
- Krypta je vyzdobena freskami zobrazujícími apoštoly, svatého Zachariáše a jeho syna Jana Křtitele. Namalovali je Andrea del Castagno a Francesco da Faenza.